# Kozjanska partizanska četa
Kozjanska partizanska četa, tudi Kozjanska četa je bila slovenska partizanska četa med drugo svetovno vojno.
Kozjanska četa je nastala po združitvi partizanskih skupin, ki so prišle na Kozjansko v aprilu in maju 1942. Njene oborožene akcije in politično delo aktivistov OF so spodbudile nastanek večjega števila odborov OF in vključevanje domačinov v enoto. Zaradi izdaje je bila četa 29. avgusta 1942 po bitki na Topolovem uničena. V septembru 1943 so ustanovili novo Kozjansko četo, ki je izvajala manjše, zlasti preskrbovalne akcije. Četa je delovala do srede meseca decembra, ko so iz nje ustanovili Kozjanski bataljon. V začetku januarja 1944 so ustanovili novo Kozjansko četo, katere komandir je postal Ivan Rožman. Ko je na Kozjansko prišla 14. divizija, ji je četa dala vodnike in poskrbela za zdravljenje 15 ranjenecev. Četa je kmalu narasla na več kot 100 borcev, zato so iz nje 16. marca 1944 na Bohorju ustanovili nov Kozjanski bataljon pod poveljstvom I. Rožmana.